# Струзик, Адам
Адам Кшиштоф Струзик (пол. Adam Krzysztof Struzik; род. 1 января 1957, Кутно, Лодзинское воеводство) — польский врач, государственный и политический деятель, маршал Мазовецкого воеводства с 2001 года.
Член Сената Польши 2-го, 3-го и 4-го созывов, маршал Сената с 1993 по 1997. По состоянию на 2023 год является самым долгодействующим маршалом воеводства в Польше.

## Биография

### Образование и профессиональная деятельность
Окончил медицинский факультет Лодзинского медицинского университета. Также окончил аспирантуру в области организации и экономики здравоохранения и аспирантуру по менеджменту в области государственного управления на факультете менеджмента Варшавского университета.
С 1990 по 1997 работал директором Воеводской комплексной больницы в Плоцке.

### Начало политической деятельности
В 1984 году вступил в Объединенную народную партию. В 1989 вступил в Польскую народную партию «Возрождение», а в 1990 стал членом Польской народной партии.
В 1984—1988 был муниципальным депутатом в гмине Новы-Дунинув от Объединенной народной партии. В 1988 избран муниципальным депутатом в гмине Гомбин.

### В Сенате Польши
В 1991 избран в Сенат Польши от Плоцкого воеводства. В Сенате входил в Комитет по вопросам социальной политики и здравоохранения и был его фактическим председателем. В 1993 избран Маршалом Сената.

### Дальнейшая политическая деятельность
В 1998, 2002, 2006, 2010, 2014 и 2018 годах избирался в Сеймик Мазовецкого воеводства.
10 декабря 2001 избран Маршалом Мазовецкого воеводства. Переизбирался в 2002, 2006, 2010, 2014 и 2018 годах.
В 2010 был кандидатом на выборах президента Плоцка. На выборах занял 4-е (предпоследнее) место с результатом 10,88%.
В 2015 стал Вице-председателем Польской народной партии.

## Награды
- Офицерский крест Ордена Возрождения Польши (2009)
- Рыцарский крест Ордена Возрождения Польши (2004)
- Командорский крест Ордена Леопольда I (Бельгия, 2009[6])
- Орден Почёта (Греция, 1996)
- Орден «За заслуги» 2-й степени
- Золотая медаль за заслуги перед полицией[пол.] (2008[7])
- Почетный знак «За заслуги перед местным самоуправлением[пол.] (2015[8])
- Орден заслуг перед Саксонией-Анхальтом (2023[9])

## Смотрите также
- Константин Радзивилл
- Людвик Раковский